# Asota wollastoni
Asota wollastoni är en fjärilsart som beskrevs av Rothschild 1915. Asota wollastoni ingår i släktet Asota och familjen nattflyn. Inga underarter finns listade i Catalogue of Life.